# Lomatia

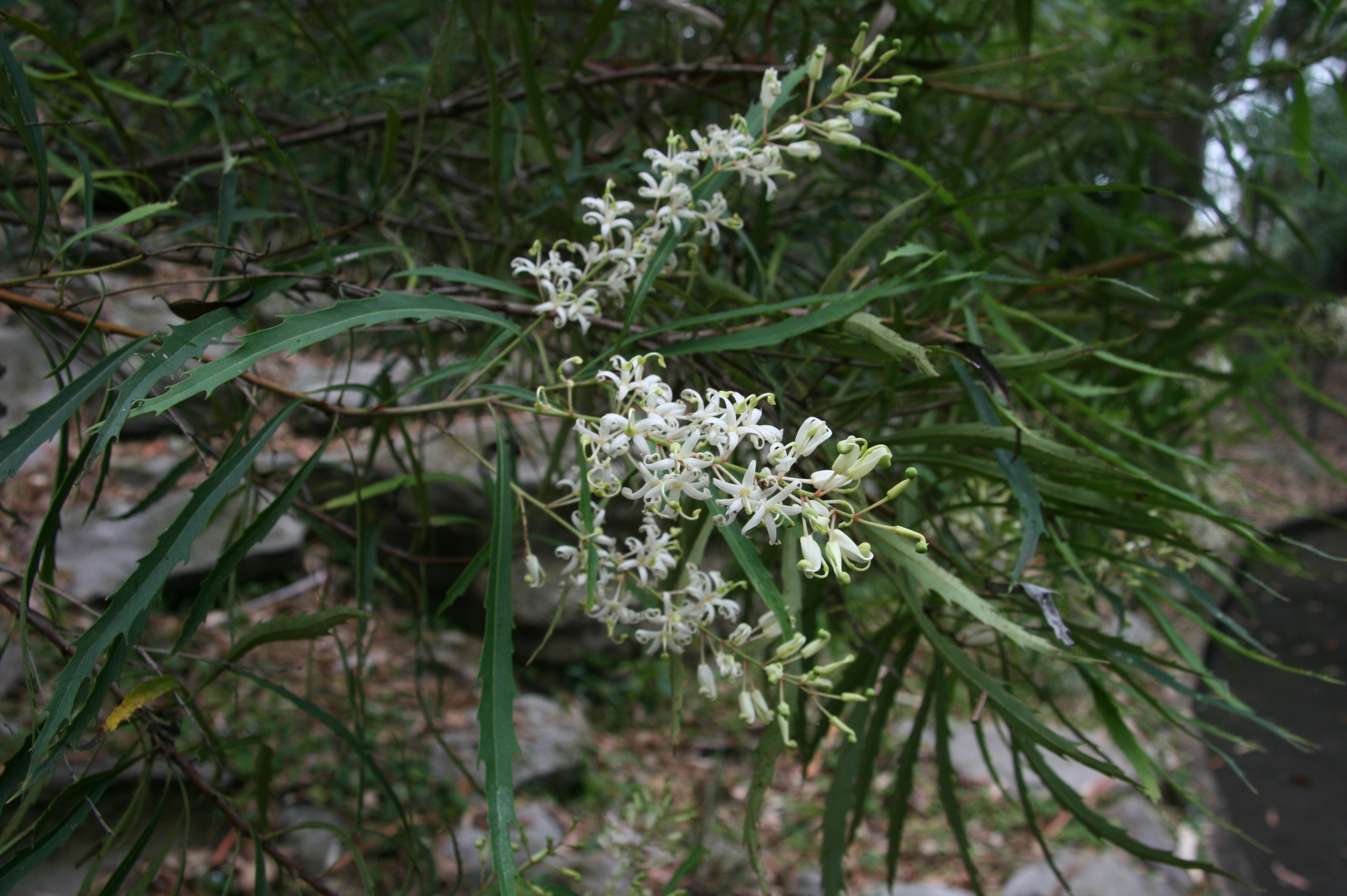
Lomatia myricoides

Lomatia – rodzaj z rodziny srebrnikowatych (Proteaceae). Obejmuje 12 gatunków występujących w większości we wschodniej Australii i na Tasmanii, kilka gatunków rośnie w Ameryce Południowej. Zaliczane tu gatunki na ogół są bardzo zmienne i łatwo tworzą mieszańce. Jeden z zaliczanych tu taksonów – L. tasmanica jest właśnie pochodzenia mieszańcowego i ze względu na triploidalny zestaw chromosomów rozmnażać się może tylko wegetatywnie. Ponieważ znaleziono jego ślad kopalny sprzed ponad 43 tys. lat – uchodzi za najstarszą żywą roślinę.

## Morfologia
PokrójKrzewy i drzewa osiągające do 20 m wysokości.
LiścieSkrętoległe, rzadko naprzeciwległe, pojedyncze lub podzielonych pierzasto (pojedynczo do podwójnie), o blaszce całobrzegiej, piłkowanej lub wcinanej.
KwiatySkupione w kwiatostanach wiechowatych lub groniastych wyrastających na szczytach pędów lub w kątach liści. Kwiaty promieniste, osadzone parami na szypułkach. Pręciki siedzące (pylniki osadzone na końcach listków okwiatu), podczas gdy szyjka słupka jest długa i wyrasta poza okwiat, szyjka jest prosta, skrzywiona lub hakowato wygięta. Kwiaty są czerwone, białe lub żółtawe.
OwoceSkórzaste i drewniejące mieszki zawierające po kilka nasion. Nasiona spłaszczone, ze skrzydełkiem.

## Systematyka
Pozycja i podział rodziny według Angiosperm Phylogeny Website (aktualizowany system APG IV z 2016)
Rodzaj z rodziny srebrnikowatych stanowiącej grupę siostrzaną dla platanowatych, wraz z którymi wchodzą w skład rzędu srebrnikowców, stanowiącego jedną ze starszych linii rozwojowych dwuliściennych właściwych. W obrębie rodziny rodzaj stanowi klad bazalny w plemieniu Embothrieae Rchb. 1828, obejmującym poza tym także takie rodzaje jak: Alloxylon, Embothrium, Oreocallis i Telopea. Plemię to klasyfikowane jest do podrodziny Grevilleoideae Engl. 1892.
Wykaz gatunków
- Lomatia arborescens L.R.Fraser & Vickery
- Lomatia dentata R.Br.
- Lomatia ferruginea (Cav.) R.Br.
- Lomatia fraseri R.Br.
- Lomatia hirsuta (Lam.) Diels
- Lomatia ilicifolia R.Br.
- Lomatia myricoides (C.F.Gaertn.) Domin
- Lomatia polymorpha R.Br.
- Lomatia silaifolia (Sm.) R.Br.
- Lomatia tasmanica W.M.Curtis
- Lomatia tinctoria R.Br.